# 松代直樹
松代 直樹（まつよ なおき、1974年4月9日 - ）は、奈良県奈良市出身の元プロサッカー選手、サッカー指導者。現役時代のポジションはゴールキーパー（GK）。

## 来歴

### 選手として
1997年、天理大学からガンバ大阪に加入。入団から数年は本並健治からレギュラーを奪った岡中勇人と同期入団の都築龍太の後塵を拝し、控えに甘んじる。
岡中が大分トリニータに移籍し、西野朗監督が就任した2002年に背番号を1に変更。シーズン中盤から都築に代わって正GKの座を掴む。都築が浦和レッズに移籍した2003年以降は正GKに定着したが、2005年8月6日のセレッソ大阪とのナビスコカップ準々決勝第1戦で左手舟状骨骨折の重症を負い、同年にコンサドーレ札幌から移籍した藤ヶ谷陽介にポジションを明け渡す。以降は藤ヶ谷と激しいポジション争いを演じるも、リーグ戦の出場は10数試合程度にとどまった。それでもカップ戦や藤ヶ谷が怪我で離脱中のときなどは若手を抑えて先発で出場した。
實好礼忠の後を継いで2008年と2009年の2年間、チームキャプテン（主将）を任されていた。
藤ヶ谷がインフルエンザで休養を余儀なくされたため、2010年元日の第89回天皇杯決勝にスタメン出場。2009年のリーグ戦で2戦とも自らのミスがきっかけで決勝点を献上した名古屋グランパスに雪辱を果たして連覇を決め、その直後に現役引退を表明した。

### 指導者として
2010年から2016年までガンバ大阪ジュニアユースチームのGKコーチを務め、2017年よりU-23チームのGKコーチに就任。2018年よりトップチームのGKコーチに就任。2021年シーズン終了をもってガンバ大阪を退団した。
2022年1月25日、大阪学院大学体育会サッカー部のGKコーチ就任が発表された。

## 人物・エピソード
- 高校時代の後輩に、ライセンスの井本貴史、藤原一裕が居る。
- 大学に進学したら、GK以外のポジションをやりたいと思っていたが結局GKのまま活躍し、プロのスカウトの目に留まった。
- 田中誠らと並んでガンダムマニアのサッカー選手として有名であった。プラモデル作りが趣味。
- 2003年11月15日、万博でのJリーグ2ndステージ第13節（vsFC東京）で神懸り的なセーブを連発し、19本のシュートを浴びるも1本も入れさせることなく、1-0で勝利。相手のFC東京・原博実監督をして「今日は松代にやられた」と言わしめた。この試合は、ガンバ、FC東京サポーターの間で伝説となっている。
- 現役時代は代理人の糀正勝と契約していた。2006年のシーズン終了後、ヴァンフォーレ甲府からオファーを受けたが、これを断ってガンバ大阪に残留した。また2009年シーズン限りで戦力外通告を受けた際には他クラブへの移籍も噂されたが、ガンバ大阪で引退する事を選んだ。
- クラブがリーグ最終戦で予定していた退団セレモニーを「天皇杯で優勝してお別れしたい」と辞退し、天皇杯優勝を置き土産に引退した。

## 所属クラブ
ユース経歴
- 1987年 - 1989年 奈良FC
- 1990年 - 1992年 奈良県立上牧高等学校（現奈良県立西和清陵高等学校）
- 1993年 - 1996年 天理大学

プロ経歴
- 1997年 - 2009年 ガンバ大阪

## 個人成績
| 国内大会個人成績 | 国内大会個人成績 | 国内大会個人成績 | 国内大会個人成績 | 国内大会個人成績 | 国内大会個人成績 | 国内大会個人成績 | 国内大会個人成績 | 国内大会個人成績 | 国内大会個人成績 | 国内大会個人成績 | 国内大会個人成績 |
| 年度             | クラブ           | 背番号           | リーグ           | リーグ戦         | リーグ戦         | リーグ杯         | リーグ杯         | オープン杯       | オープン杯       | 期間通算         | 期間通算         |
| 年度             | クラブ           | 背番号           | リーグ           | 出場             | 得点             | 出場             | 得点             | 出場             | 得点             | 出場             | 得点             |
| 日本             | 日本             | 日本             | 日本             | リーグ戦         | リーグ戦         | リーグ杯         | リーグ杯         | 天皇杯           | 天皇杯           | 期間通算         | 期間通算         |
| ---------------- | ---------------- | ---------------- | ---------------- | ---------------- | ---------------- | ---------------- | ---------------- | ---------------- | ---------------- | ---------------- | ---------------- |
| 1996             | 天理大           |                  | -                | -                | -                | -                | -                | 1                | 0                | 1                | 0                |
| 1997             | G大阪            | 21               | J                | 0                | 0                | 0                | 0                | 0                | 0                | 0                | 0                |
| 1998             | G大阪            | 22               | J                | 0                | 0                | 0                | 0                | 0                | 0                | 0                | 0                |
| 1999             | G大阪            | 22               | J1               | 0                | 0                | 0                | 0                | 0                | 0                | 0                | 0                |
| 2000             | G大阪            | 22               | J1               | 3                | 0                | 1                | 0                | 0                | 0                | 4                | 0                |
| 2001             | G大阪            | 22               | J1               | 1                | 0                | 0                | 0                | 0                | 0                | 1                | 0                |
| 2002             | G大阪            | 1                | J1               | 18               | 0                | 5                | 0                | 2                | 0                | 25               | 0                |
| 2003             | G大阪            | 1                | J1               | 30               | 0                | 4                | 0                | 2                | 0                | 36               | 0                |
| 2004             | G大阪            | 1                | J1               | 29               | 0                | 7                | 0                | 3                | 0                | 39               | 0                |
| 2005             | G大阪            | 1                | J1               | 14               | 0                | 4                | 0                | 1                | 0                | 19               | 0                |
| 2006             | G大阪            | 1                | J1               | 8                | 0                | 0                | 0                | 5                | 0                | 13               | 0                |
| 2007             | G大阪            | 1                | J1               | 6                | 0                | 4                | 0                | 0                | 0                | 10               | 0                |
| 2008             | G大阪            | 1                | J1               | 9                | 0                | 0                | 0                | 0                | 0                | 9                | 0                |
| 2009             | G大阪            | 1                | J1               | 13               | 0                | 0                | 0                | 1                | 0                | 14               | 0                |
| 通算             | 日本             | 日本             | J1               | 131              | 0                | 25               | 0                | 14               | 0                | 170              | 0                |
| 通算             | 日本             | 日本             | 他               | -                | -                | -                | -                | 1                | 0                | 1                | 0                |
| 総通算           | 総通算           | 総通算           | 総通算           | 131              | 0                | 25               | 0                | 15               | 0                | 171              | 0                |

その他の公式戦
- 2007年
  - スーパーカップ 1試合0得点

| 国際大会個人成績 | 国際大会個人成績 | 国際大会個人成績 | 国際大会個人成績 | 国際大会個人成績 | FIFA      | FIFA      |
| 年度             | クラブ           | 背番号           | 出場             | 得点             | 出場      | 得点      |
| AFC              | AFC              | AFC              | ACL              | ACL              | クラブW杯 | クラブW杯 |
| ---------------- | ---------------- | ---------------- | ---------------- | ---------------- | --------- | --------- |
| 2006             | G大阪            | 1                | 1                | 0                | -         | -         |
| 2008             | G大阪            | 1                | 3                | 0                | 0         | 0         |
| 2009             | G大阪            | 1                | 5                | 0                | -         | -         |
| 通算             | AFC              | AFC              | 9                | 0                | 0         | 0         |

その他の国際公式戦
- 2006年
  - A3チャンピオンズカップ 1試合0得点
- 2008年
  - パンパシフィックチャンピオンシップ 1試合0得点
  - スルガ銀行チャンピオンシップ 1試合0得点

- Jリーグ初出場 - 2000年3月11日 1stステージ第1節 vsヴェルディ川崎（等々力陸上競技場）

## タイトル

### クラブ
天理大学
- 奈良県サッカー選手権大会：1回（1996年）

ガンバ大阪
- Jリーグ ディビジョン1：1回（2005年）
- ナビスコカップ：1回（2007年）
- 天皇杯：2回（2008年、2009年）
- ゼロックススーパーカップ：1回（2007年）
- AFCチャンピオンズリーグ：1回（2008年）
- パンパシフィックチャンピオンシップ：1回（2008年）

## 指導歴
- 2010年 - 2021年 ガンバ大阪
  - 2010年 ジュニアユース GKコーチ[9]
  - 2011年 - 2013年 ユース GKコーチ[9]
  - 2014年 - 2016年 ジュニアユース GKコーチ[9]
  - 2017年 U-23 GKコーチ[9]
  - 2018年 - 2021年 GKコーチ
- 2022年 - 大阪学院大学体育会サッカー部 GKコーチ